# Caroline Kirkland
Caroline Kirkland (nascida Caroline Mathilda Stansbury Kirkland em 11 de janeiro de 1801 - 6 de abril de 1864) foi uma escritora, editora e professora americana.

## Biografia
Quando menina, Caroline Stansbury teve muitas vantagens. Ela foi criada em uma família amorosa e tolerante, a mais velha de onze filhos. Ela foi para a prestigiosa escola para meninas administrada por sua tia, onde sempre foi a primeira da classe, ainda assim era popular socialmente e talentosa em música e dança. Sua família, embora não fosse rica, tinha posição social. Caroline frequentava lugares da moda. Ela lia e falava latim, francês e italiano, e lia Goethe em alemão. Caroline Stansbury foi criada com elegância social e ideias acadêmicas. Ela nasceu em uma família de classe média em Nova York, e era a mais velha de onze filhos. Sua mãe era escritora de ficção e poesia. Seu pai morreu quando ela tinha 21 anos e com sua morte ela acabou se tornando a principal provedora pro resto da família.
Depois da morte de seu pai, ela convenceu sua mãe a se mudar com ela para Clinton, Nova York, para que ela pudesse ficar perto de William Kirkland, que era tutor no Hamilton College. Os Kirklands tinham uma longa conexão com a Yale College. O irmão de seu avô, Samuel Kirkland, fundou a Hamilton-Oneida Academy para ensinar meninos indígenas e os filhos dos colonos que se tornou o eventualmente a Hamilton College. O pai de William fazia parte do conselho daquela instituição e o primo de seu pai, John Kirkland, foi presidente do Harvard College de 1810 a 1838. Ela se casou com William em 1828 e eles se estabeleceram em Genebra, Nova York, onde fundaram a escola doméstica. Eles tiveram cinco filhos (um dos quais morreu) antes de deixar Genebra.
Em 1835, os Kirklands se mudaram para a então cidade fronteiriça de Detroit, Michigan, e em 1837 fundaram a vila de Pinckney em terras que William havia comprado. Foi durante a estadia ali que Caroline obteve sucesso com seu primeiro livro, A New Home; Who'll Follow. Ela escreveu outro livro sobre a vida nos assentamentos, Forest Life, enquanto ainda estava em Michigan, antes da família deixar o estado em 1843, já que sua iniciativa de fundar a cidade de Pinckney não foi um sucesso financeiro e porque se sentiram excluídos pelas reações de seus vizinhos às opiniões francas de Kirkland sobre a vida na fronteira. Um terceiro livro baseado na vida na fronteira, Western Clearings, foi lançado em 1845, depois que ela retornou com sua família para Nova York.
Em Nova York, William Kirkland entrou no ramo jornalístico como editor do New York Evening Mirror e do seu próprio jornal, o Christian Inquirer . Em 1846, um acidente resultou em sua morte.
Ao retornar a Nova York, abriu uma escola para meninas e entre 1847 e 1849 foi editora da Union Magazine. Também, entrou na vida social literária da comunidade, muitas vezes recebendo em sua residência escritores, editores e outras personalidades. Sua casa serviu como um salão literário e hospedou notáveis como Edgar Allan Poe, William Cullen Bryant, Elizabeth Drew Stoddard e outros. A Sra. Kirkland viajou para o exterior em 1848 e novamente em 1850. Ela foi recebida por Charles Dickens e os Brownings, Elizabeth Barrett Browning e Robert Browning . Ela também se tornou amiga íntima e correspondente de Harriet Martineau.

## Estilo e temática
Kirkland se definia como realista e obteve considerável fama e notoriedade por seus escritos ainda durante sua vida. Poe, em particular, a considerava uma importante escritora americana. Suas obras continuam sendo estudadas em relação ao estilo, às contribuições à literatura americana e à influência da perspectiva feminina. Como a história literária americana se baseou, até muito recentemente, no estudo das obras de escritores americanos do sexo masculino, a generalização predominante insiste que o realismo na literatura americana é um fenômeno pós-Guerra Civil. 
No entanto, escritoras americanas já experimentavam o realismo nas décadas anteriores à Guerra Civil, e Caroline Kirkland estava entre as primeiras, a mais explícita e a mais articulada. Definindo-se claramente em oposição às visões românticas do Oeste fornecidas por escritores homens contemporâneos, Kirkland afirma escrever a total verdade sobre o Michigan, o que significa que pretende incluir as dificuldades enfrentadas pelas mulheres, o estado das estradas de Michigan com seus enormes buracos e o desleixo geral pelos "nativos".
Sua escrita é acessível, em parte, porque ela aborda um tema que se tornou central no estudo da cultura americana — a fronteira, o movimento de colonos brancos para o oeste. Kirkland é importante porque lida com esse fenômeno do ponto de vista da mulher que era obrigada, muitas vezes contra sua própria vontade, a seguir o homem até sua nova moradia. Ela escreve especificamente sobre o custo para as mulheres do modelo masculino de "ascensão social" — o padrão de mudança constante sob o pretexto de melhorar de posição. Essa teoria de "melhoria" e "progresso", é claro, não leva em conta a posição da mulher, que geralmente decai como resultado. A obra de Kirkland, portanto, fornece o contexto para discutir o comprometimento das escritoras de meados do século com os valores de lar, domesticidade, etc.

## Obras
Seu primeiro romance A New Home—Who’ll Follow?, publicado sob o pseudônimo de Mary Clavers, é um conto de uma mulher da fronteira, importante por seu realismo e celebração da perspectiva feminina tradicional. Kirkland também escreveu o livro Forest Life, sequência do primeiro. Ela também escreveu outro livro chamado Western Clearings e vários ensaios.